# Sultanato de Shewa
El sultanato de Shewa o Showa, también conocido como Dinastía Majzumi fue un reino musulmán en la actual Etiopía. Su capital, Walale, estaba situada en el norte de Hararge en el país de los harla. Su territorio se extendió posiblemente a algunas áreas al oeste del río Awash. El puerto de Zeila pudo haber influido en el reino. El surgimiento del estado Majzumi al mismo tiempo resultó en el declive del reino de Axum. Varios grabados que datan del siglo XIII que muestran la presencia del reino se encuentran en Chelenqo, Bate, Harla, cerca de Dire Dawa y Munessa cerca del lago Langano.
El sultanato de Shewa fue uno de los estados musulmanes documentados más antiguos de la región. El estado seguía las líneas comerciales musulmanas y los dominios conocidos en el mundo árabe como el país de Zeila.

## Historia
El sultanato de Shewa establecido en 896, es el primer estado musulmán del interior y, según la crónica del sultanato, no se informó de ningún informe importante de conversión al islam antes de principios del siglo XII. Sin embargo, a partir de la conversión del pueblo Gbbh en 1108, a quienes Trimingham sugirió que eran los antepasados del pueblo argoba, otras personas se convirtieron. A mediados del siglo XIV, el Islam se expandió en la región y los habitantes que salían al norte del río Awash eran los musulmanes de Zaber y Midra Zega (ubicados al sur de la moderna Merhabete); los argoba (Gabal), el pueblo werji); Tegulat y Menz que en ese momento eran musulmanes. La crónica del sultanato de Shewa también menciona que en 1128 los amhara huyeron de la tierra del pueblo Werjih, que en ese momento eran pastores y vivían en el valle de Awash al este de la meseta de Shoan.

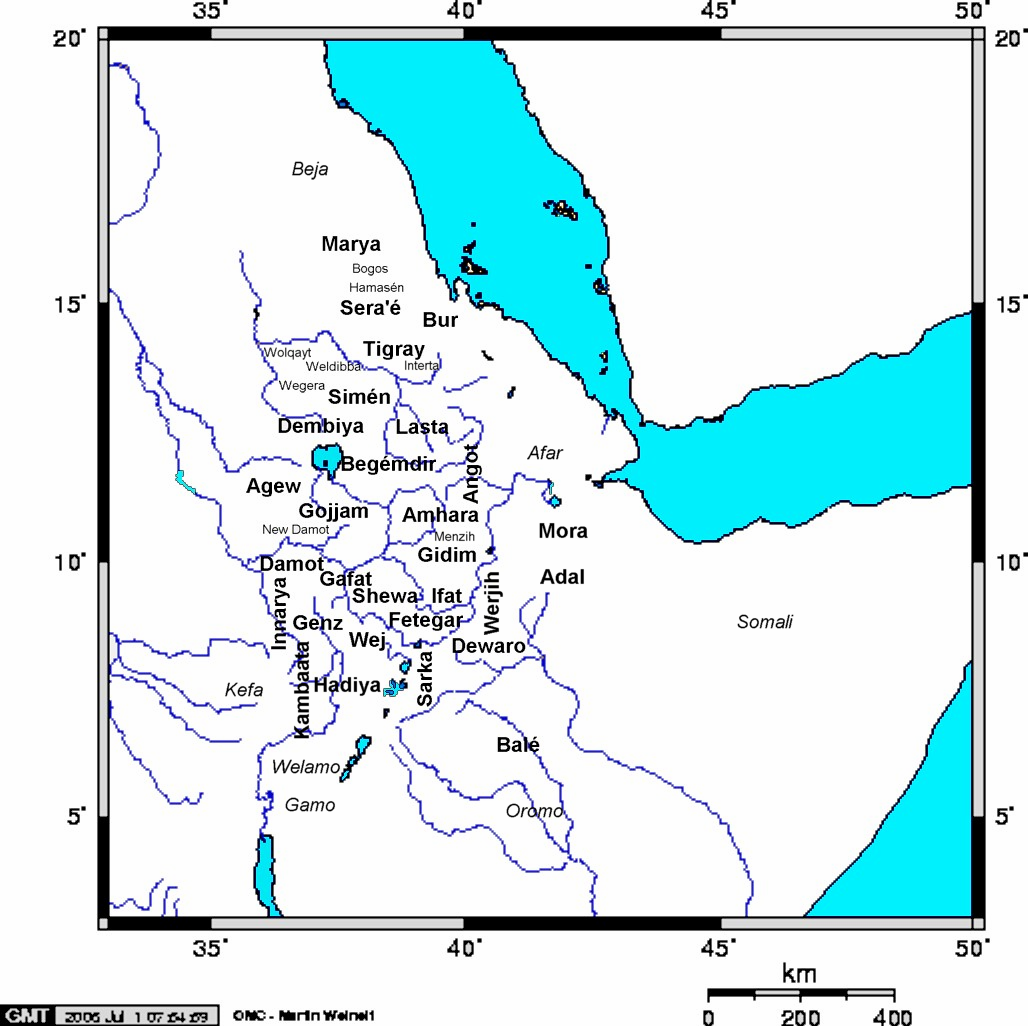
Un mapa que muestra el centro del sultanato medieval de Shewa (Shoa)

Ifat o Yifat, establecido a principios de la época medieval, era el distrito más oriental del sultanato de Shewa y estaba ubicado en una posición estratégica entre las tierras altas centrales y el mar, especialmente el puerto de Zeila. En 1285, el gobernante de Ifat, Wali Asma, depuso a los reyes de Shewa y estableció la dinastía Walasma, y Shewa con sus distritos, incluidos sus centros, Walalah y Tegulat, se convirtieron en uno de los siete distritos del sultanato de Ifat. Tegulat, anteriormente la capital del sultanato de Shewa, está situada en una montaña 24 km al norte de Debre Berhan, y era conocida por los musulmanes como mar'ade, que luego se convirtió en la sede del emperador Amda Tsion. La crónica de Amde Sion menciona que el khat era ampliamente consumido por los musulmanes en la ciudad de Marade.
Basado en el estudio de Cerulli de los nombres de los príncipes, J. D. Fage y Roland Oliver estaban convencidos de que los habitantes de Shewa hablaban el idioma semítico etíope, probablemente el idioma argoba. Se cree ampliamente que Argobba fue el primero en aceptar el Islam colectivamente, en el Cuerno de África, y liderar expansiones en varias regiones bajo el Sultanato de Shewa. Argobas y harlas parecen haber dependido el uno del otro en el período islámico. Según los hararis, los primeros emires de Harrar en el período islámico fueron argobas antes de la dinastía de gobernantes hararis. Después de que Shewa se incorporó a Ifat, un cortesano egipcio, Al Umari, describiría el sultanato de Ifat como una de las provincias musulmanas más grandes y ricas de Etiopía, y Shewa, Adal, Jamma, Lao y Shimi son lugares incorporados a Ifat.

### Gobernantes
Se dice que su familia dinástica fundadora, los Majzumi, estaba formada por inmigrantes árabes que llegaron a Shewa durante el siglo IX. Esta casa gobernante gobernó la política desde el 283-896 hasta 1285–86, un período de trescientos noventa años. La dinastía Majzumi reinó hasta que fue depuesta por la dinastía Walashma de Yifat o Ifat (1285-1415). Ifat fue una vez el distrito más oriental del sultanato de Shewa. En 1285, Ali bin Wali Asma depuso a los reyes de Shewa e instaló a un cierto MHz. Según el historiador Mohammed Hassan, una de las principales razones del declive de Shewa se debió al conflicto con el estado de Sidama, el reino de Damot.
Se ha registrado la existencia de nueve sulṭanes de Shoa (Shewa), los que afirmaban descender de Wudd ibn Hisham al-Majzumi. Aunque los nombres de los gobernantes Majzumi que se encuentran inicialmente en Harrar son árabes, otros textos que se encuentran en otros lugares en una fecha posterior usan nombres semíticos etíopes tradicionales alternativamente.
|    | Nombre             | Periodo     | Notas |
| -- | ------------------ | ----------- | --- |
| 1  | Amir Haboba        | 896 - 928   | Primer gobernante documentado de Hararghe. Haboba no pudo sofocar los conflictos tribales, pidiendo mediadores al califato abasí. Abdicó en favor de Abadir, líder del partido mediador abasí. |
| 2  | Amir Umar          | ??? - ???   | Conocido como padre (Aw) Abadir Umar ar-Rida. Resolvió asuntos tribales. Proselitizó hasta tan lejos como Mogadiscio. Varias tribus del cuerno de África veneran a Abadir. Significó el comienzo de la dinastía de gobernantes Harari. Su tumba está en Harrar. |
| 3  | Amir Muhiaddin     | ??? - ???   | Conocido como padre (Aw) Barkhedle Yusuf bin Ahmad al-Kawneyn. Proselitizó hasta tan lejos como las Maldivas y Sri Lanka. Venerado por varias tribus en el cuerno de África y el sur de Asia. Tumba cerca de Hargeisa. |
| 4  | Amir Eidal         | ??? - ???   | Conocido como padre (Aw) Abdal. |
| 5  | Amir Maya          | ??? - ???   | Fue sucedido por su hija. |
| 6  | Reina Badit        | ??? - 1063  | Hija del rey Maya, posiblemente Gudit quien acabó con el estado de Axum. Las crónicas de Harrar la señalan como Tedin Bint Maya Lama. El emirato en Harrar transicionó de un emirato a un sultanato tras la muerte de Badit. |
| 7  | Sulṭān Malasmaʿī   | 1180 - 1183 | |
| 8  | Sulṭān Ḥusein      | 1183 - 1193 | Pertenecía al subclan harla Gidaya. |
| 10 | Sulṭān ʿAbdallah   | 1193 - 1235 | |
| 11 | Sulṭān Maḥamed     | 1235 - 1239 | Hijo de Sulṭān Ḥusein. |
| 12 | Sulṭān Ganah       | 1252 - 1262 | |
| 13 | Sulṭān Mālzarrah   | 1239 - 1252 | Hijo de Sulṭān Maḥamed. Se casó con Fatimah Aydargun, hija de Sulṭān ʿAli "Baziwi" ʿUmar de Ifat en 1245, y madre de Sultan Dilmārrah. |
| 14 | Sulṭān Girām-Gaz'i | 1262 - 1263 | Hijo de Sulṭān Ganah. El único otro gobernante en la región que ostenta el título de "conquistador" de Gazi, además de Ahmad ibn Ibrahim al-Ghazi. Abdicó en favor de su hermano mayor. |
| 15 | Sulṭān Dilmārrah   | 1263 - 1278 | Dil Marrah literalmente significa "quien guió hacia la victoria" en idiomas harari y Argobba así como otras lenguas etíopes semíticas habladas por cristianos del norte de Etiopía. Hijo de Sulṭān Mālzarrah. Tras un conflicto interno fue depuesto por Dil Gamis. Era mitad walashma por parte materna, y se casó con una princesa walashma. |
| 16 | Sulṭān Dil-Gāmis   | 1269 - 1283 | Asume el título real cristiano axumita "Dil" utilizado por última vez por Dil Na'od. En 1270 Yekuno Amlak establece la dinastía Amhara en el oeste con la ayuda de los mercenarios de Gafat y Dil Gamis, quienes brindaron ayuda a Amlak dándole una ventaja sobre Zagüe. Según los textos árabes encontrados en Harrar, el gobernante anterior Dil-Marrah buscó la ayuda de Yekuno Amlak para restaurar su dominio y fue brevemente restaurado al trono en julio de 1278, pero fue depuesto nuevamente en agosto. El título axumita "Dil" no volvería a ser utilizado hasta el siglo XVI por Bati del Wambara. |
| 17 | Sulṭān ʿAbdallah   | 1279 - 1279 | Hijo de Sulṭān Ganah. Depuso brevemente a Sulṭān Dilmārrah para restaurar el gobierno de los hijos de Ganah. Sin embargo, esta rebelión duró poco y Showa se anexaría a Ifat el año siguiente. |